# اژدها (آلبوم ونگلیس)
«اژدها» آلبومی از هنرمند اهل یونان ونگلیس است که در سال ۱۹۷۸ میلادی منتشر شد.